# Jardins de Laribal
Les jardins de Laribal se trouvent sur la montagne de Montjuïc, dans le district de Sants-Montjuic, à Barcelone. Ils ont été réalisés entre 1917 et 1924, dans l'optique de l'Exposition Internationale de Barcelone de 1929. 
Ils sont l'œuvre de Jean Claude Nicolas Forestier et de Nicolau Maria Rubió i Tudurí.

## Histoire

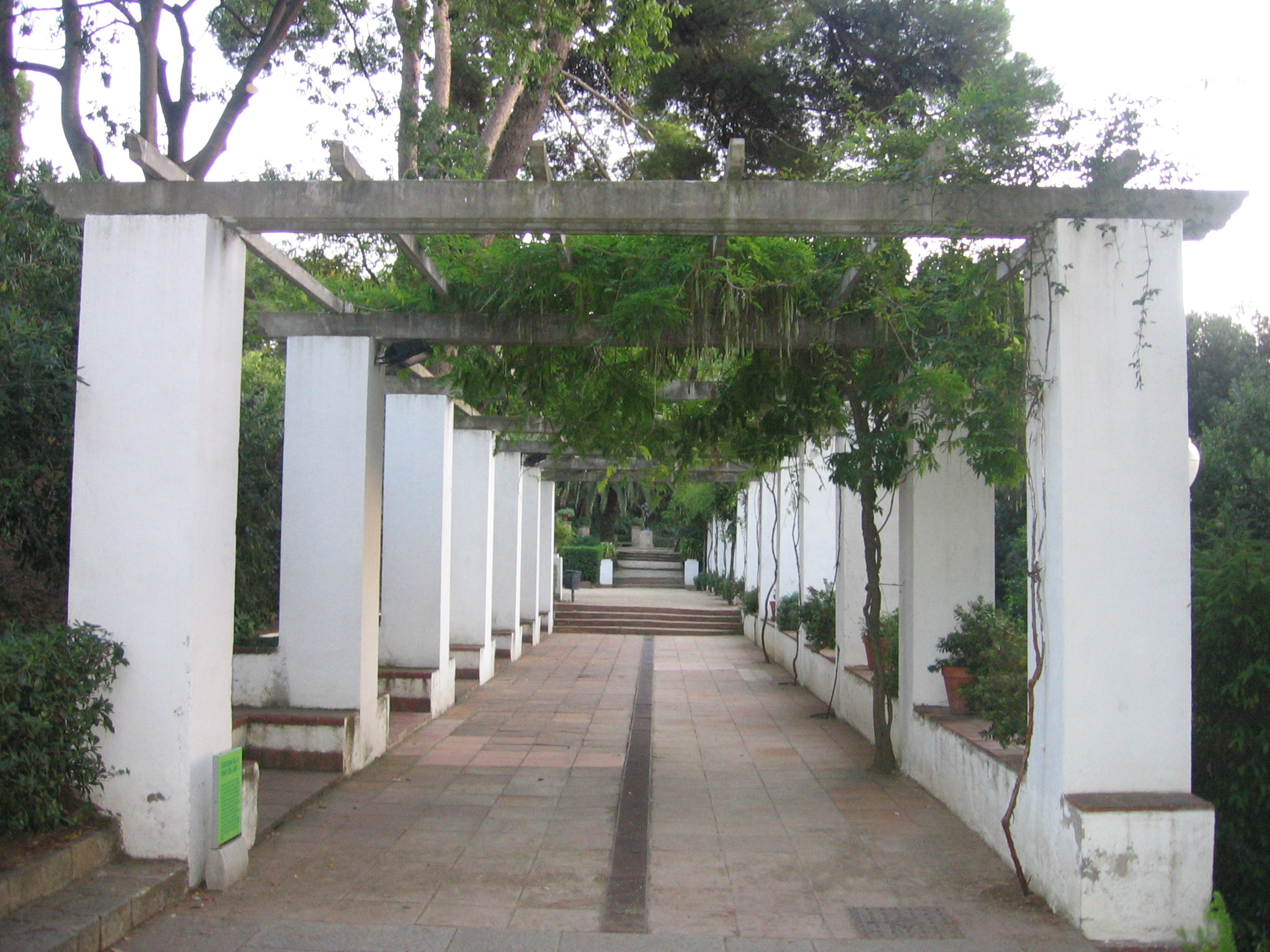
Pergola.

L'initiative paysagère de la montagne de Montjuïc a surgi à la fin du XIXe siècle. Les divers projets n'ont cependant pas abouti.
L'impulsion définitive a eu lieu avec la célébration de l'Exposition Internationale de 1929 : en 1917 ont commencé les travaux d'urbanisation du versant nord, alors que le projet de jardins est revenu au paysagiste français Jean-Claude Nicolas Forestier et à Nicolau Maria Rubió i Tudurí, directeur des Parcs et Jardins de la mairie de Barcelone entre 1917 et 1937. 
Ils réalisent un ensemble de caractère méditerranéen et classiciste. Les travaux durent jusqu'en 1924, consistant principalement dans la réalisation des jardins de Laribal, de style hispano-mauresque. 
Les jardins comprennent une série de terrasses avec pergolas, des petites places et des fontaines (comme la fameuse Font du Gat) et aboutissent au Théâtre grec de Montjuïc, un théâtre à l'air libre inspiré des théâtres grecs antiques. A Montjuic, Forestier et Rubió dessinent également les jardins du Théâtre Grec, de Miramar et de l'Umbracle.
Le nom de Laribal provient du nom de l'ancien propriétaire du terrain, le journaliste et politique républicain Josep Laribal, dont les terrains ont été acquis par la Mairie de Barcelone en 1909.

## Description

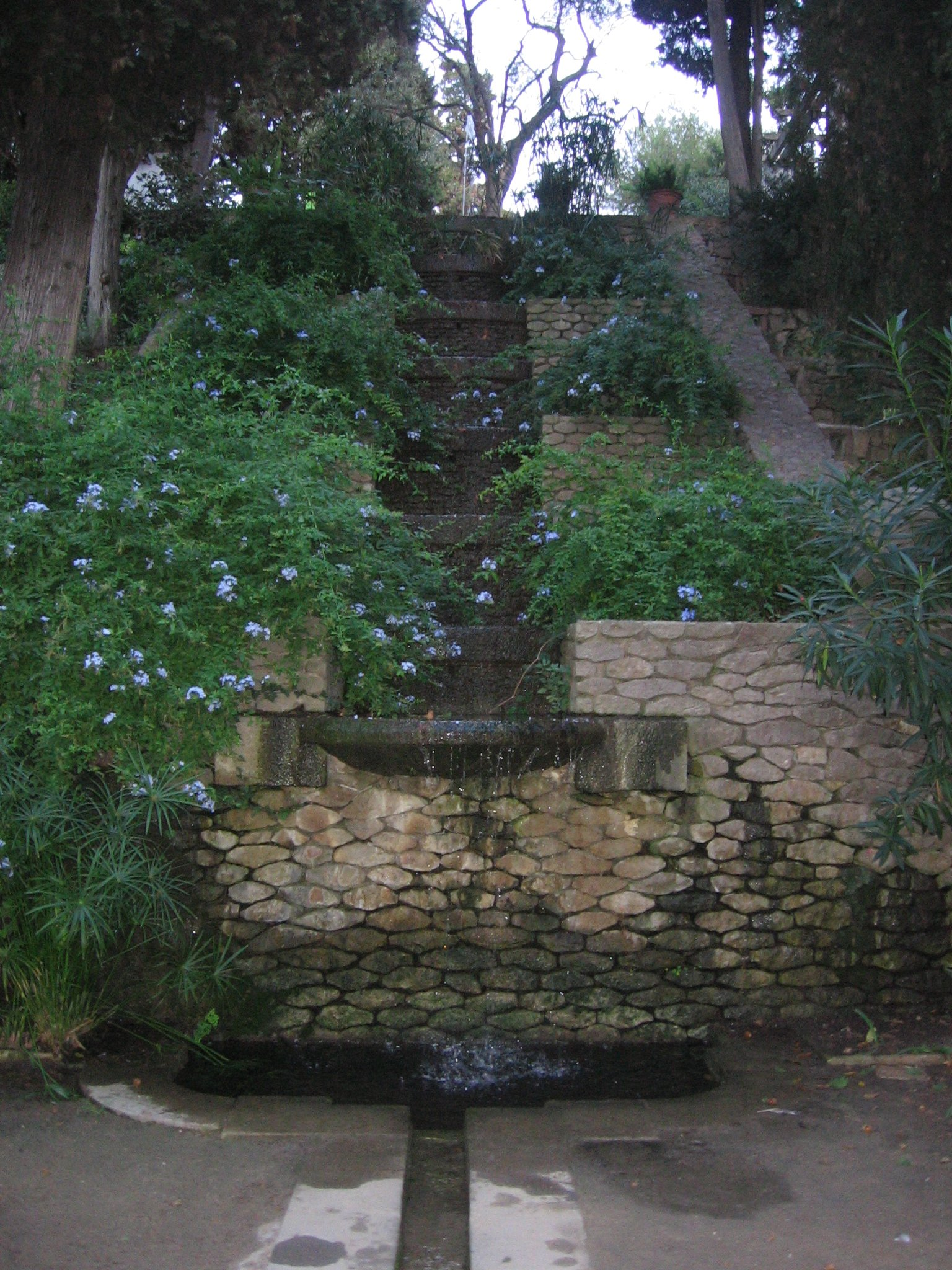
Cascade de la Font du Gat.

Les jardins sont structurés par des terrasses à divers niveaux, unis par des chemins et escaliers. Les zones plus exposées sont protégées du soleil par des pergolas en brique, pierre et piliers blancs. Également, la présence de fontaines, bancs et ornements d'azulejos, jeux d'eau et massifs de fleurs avec rambardes, attribuent à l'ensemble une certaine similitude avec les jardins de Grenade.
Les jardins hébergent divers espaces singuliers, comme le Jardin de Sculptures, dessiné par Forestier avec comme inspiration le Generalife à Grenade, avec des bassins, des fontaines en paliers et des cascades. En son centre se trouve  la Font du Gat, une fameuse fontaine avec un jet en forme de tête de chat, œuvre du sculpteur Josep Antoni Homs. Au côté de la fontaine l'ancien propriétaire, Josep Laribal, a bâti une villa de style néo-mauresque, œuvre de Josep Puig i Cadafalch, qui est actuellement le siège du Centre d'accueil du Parc de Montjuïc. Près ce bâtiment il y a une fontaine en tuile vernissée avec des motifs marins, œuvre de Josep Llorens i Artigas. 
Dans un autre espace se trouve la rosaleda de la Colla de l'Arròs, une cour ovale entourée de cyprès, en dessous d'une pergola avec des piliers en terracota, qui abrite une série de parterres rectangulaires avec diverses variétés de roses, ainsi qu'un bassin à azulejos en son centre. 
Dans l'enceinte des jardins se trouvent diverses sculptures qui donnent à l'ensemble un air un plus artistique: Estival, de Jaume Otero (1929), nu féminin en marbre de style art déco ; Joven de la trenza, de Josep Viladomat (1928), autre nu réalisé en bronze; et Repos (1925), encore un nu féminin en pierre, œuvre de Josep Viladomat sur un original de Manolo Hugué,,.
Dans les jardins se trouve le Musée d'archéologie de Catalogne, et dans les environs la Fondation Joan-Miró, au coeur de l'Anneau olympique de Montjuïc.

## Galerie

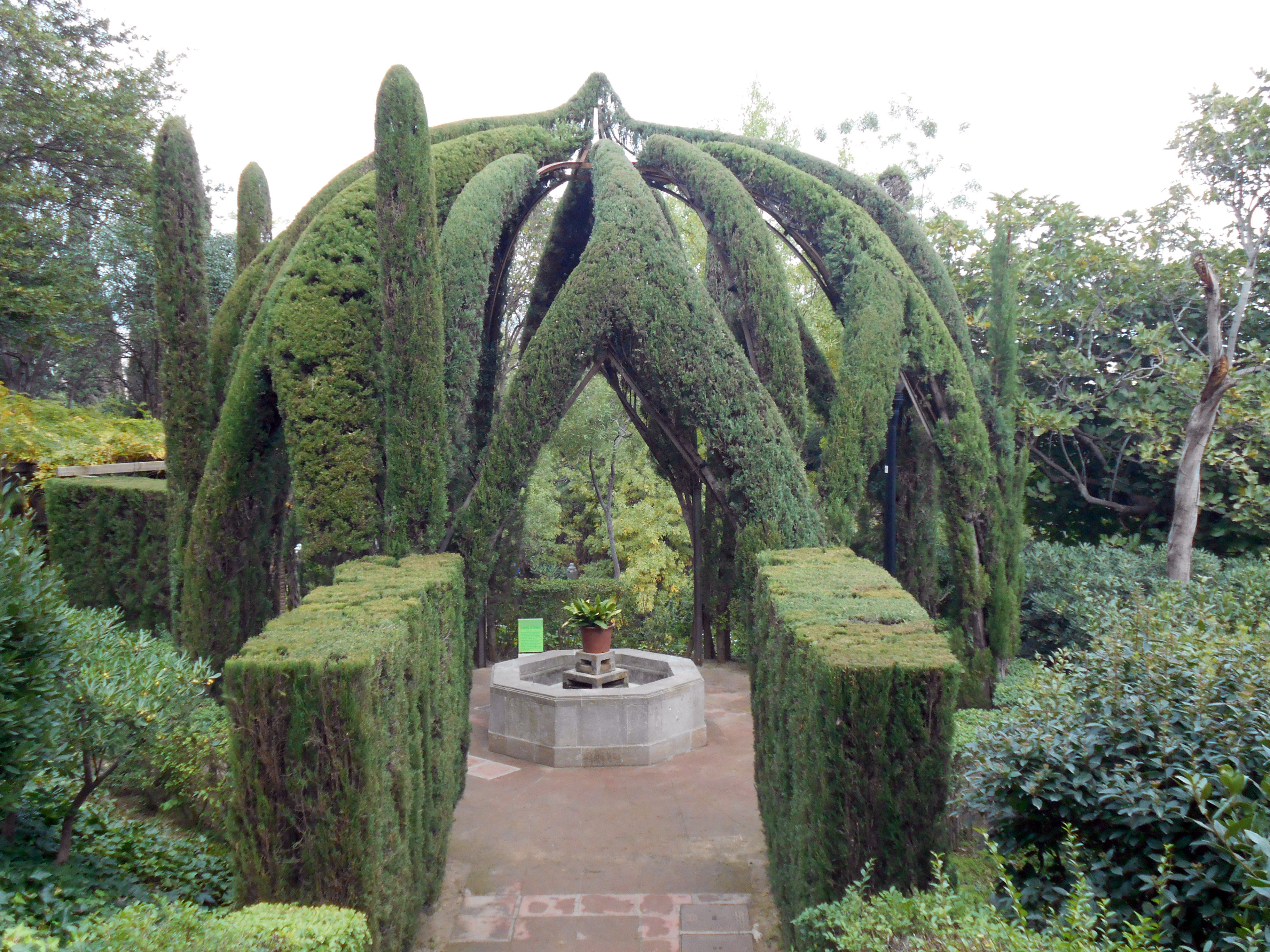
Gloriette des Cyprès.
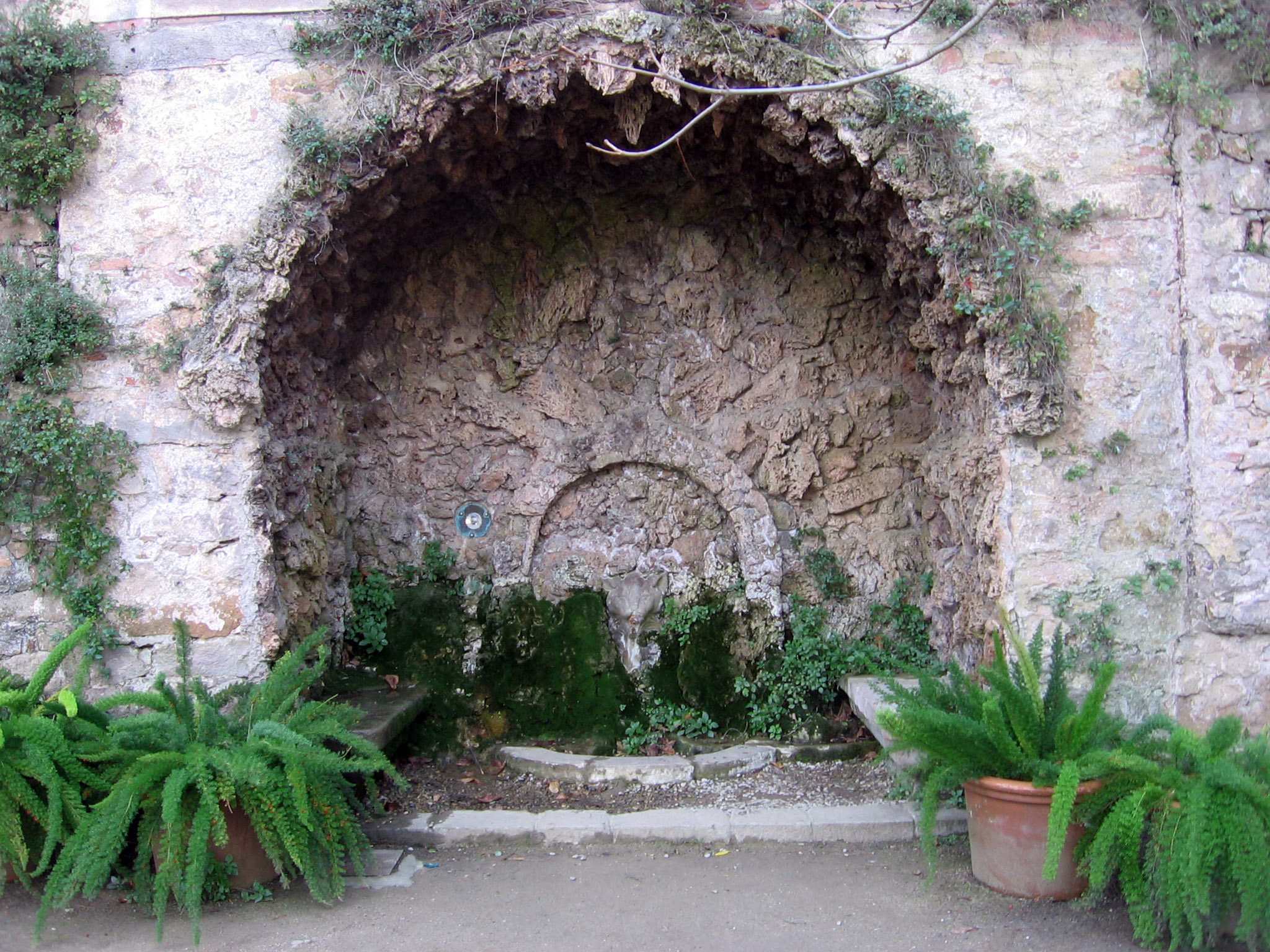
Font del Gat (Fontaine du Chat).
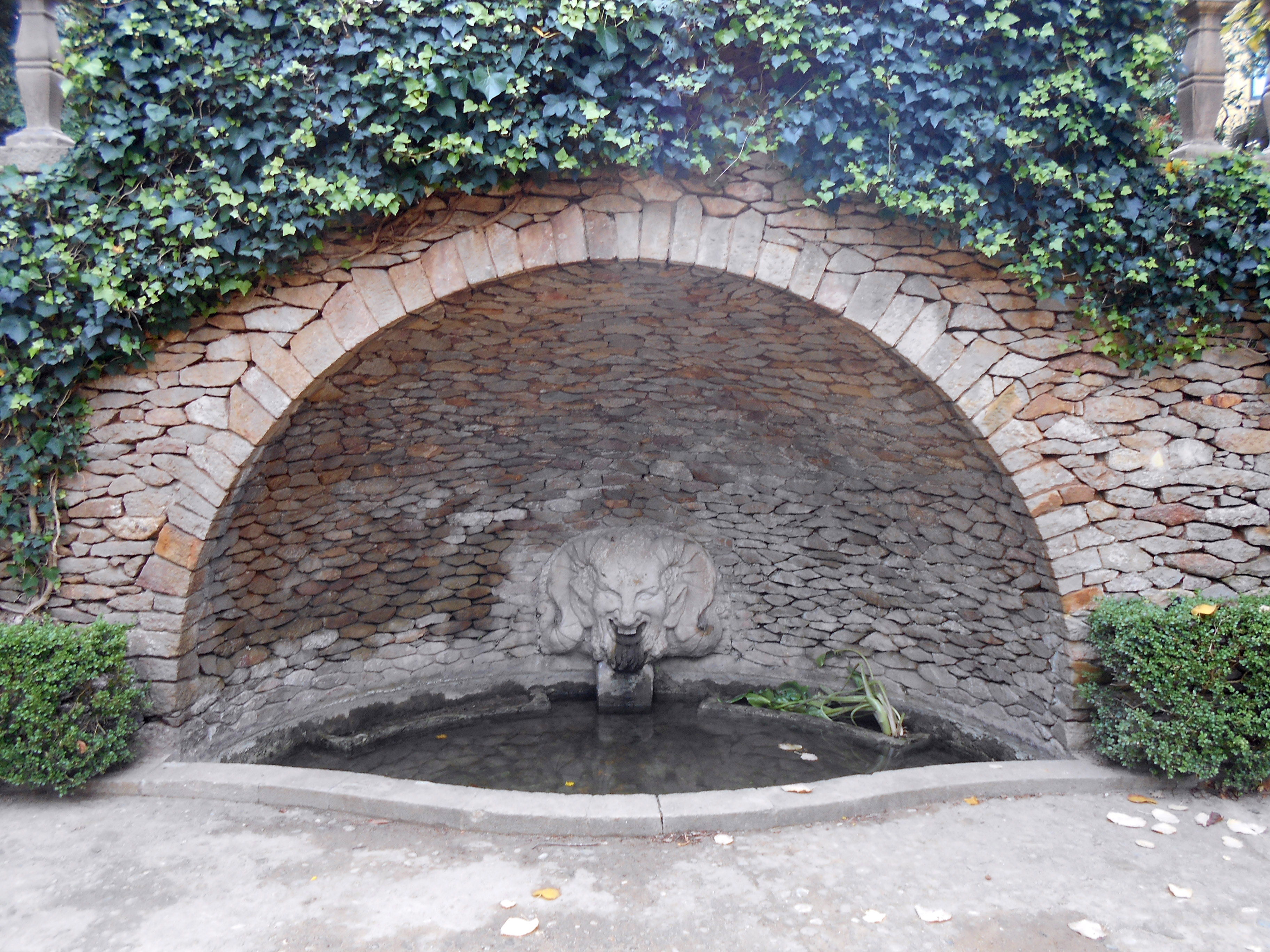
Fontaine du Satyre.
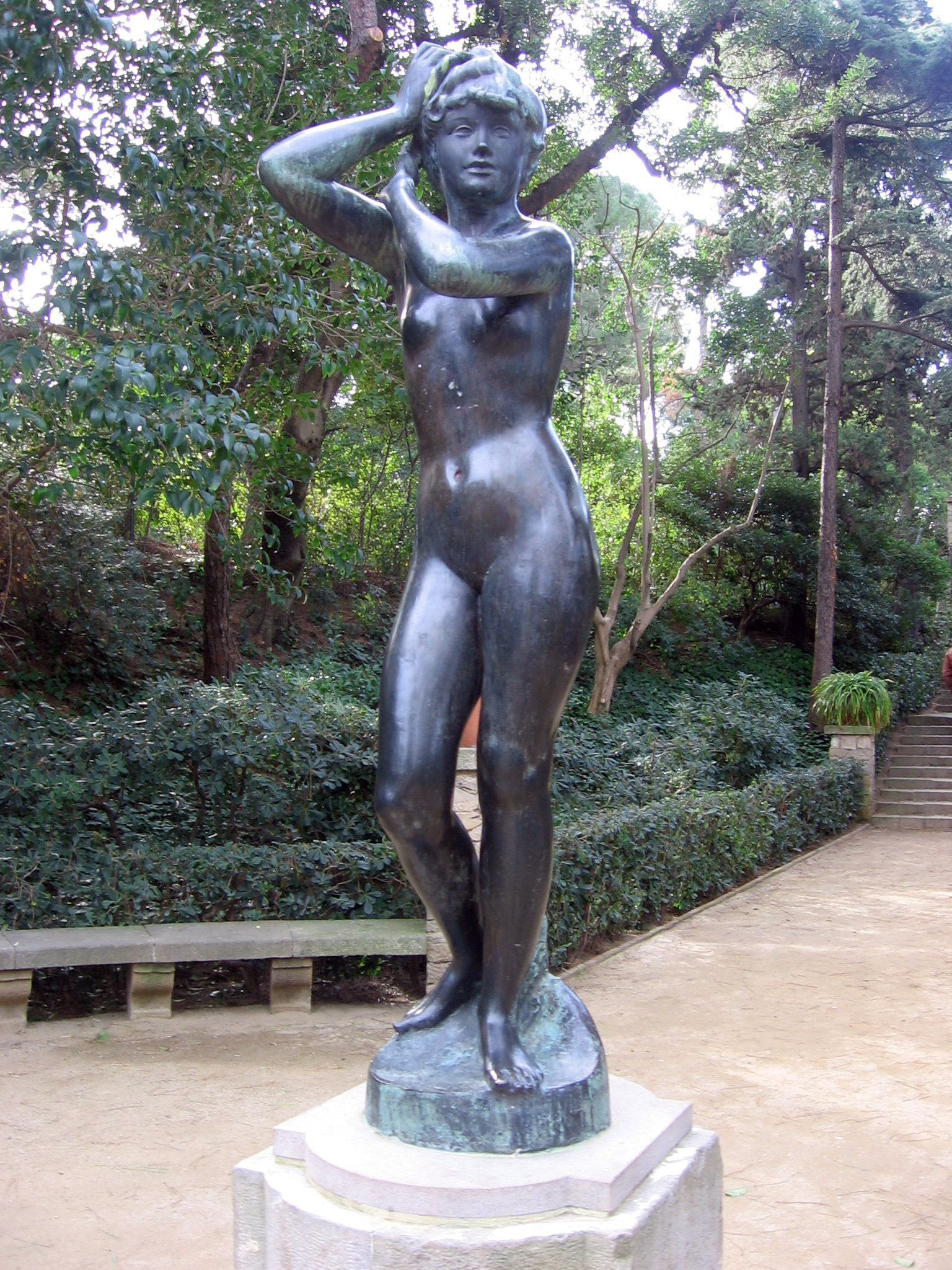
Joven de la trenza, de Josep Viladomat.
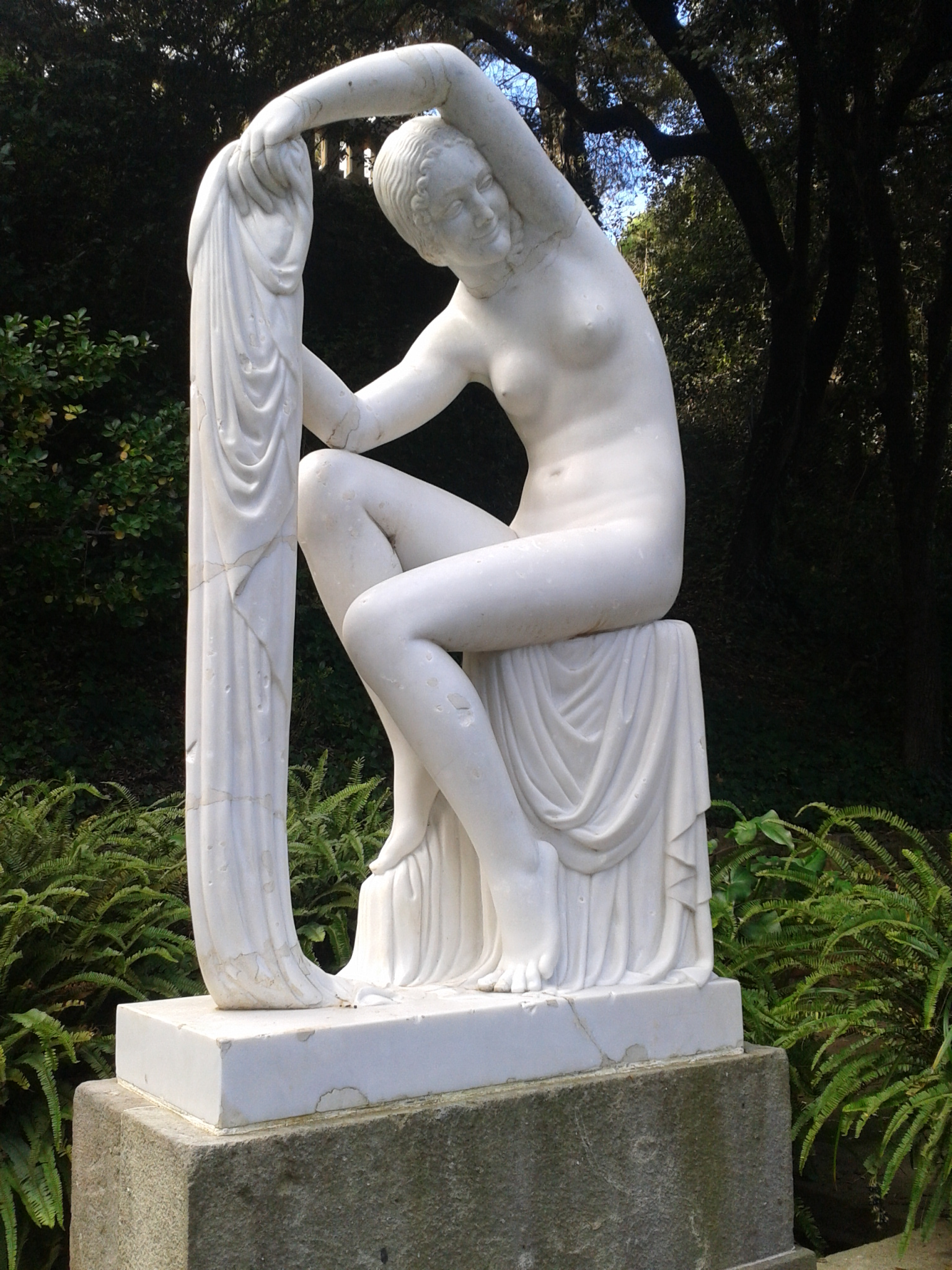
Estival, de Jaume Otero.
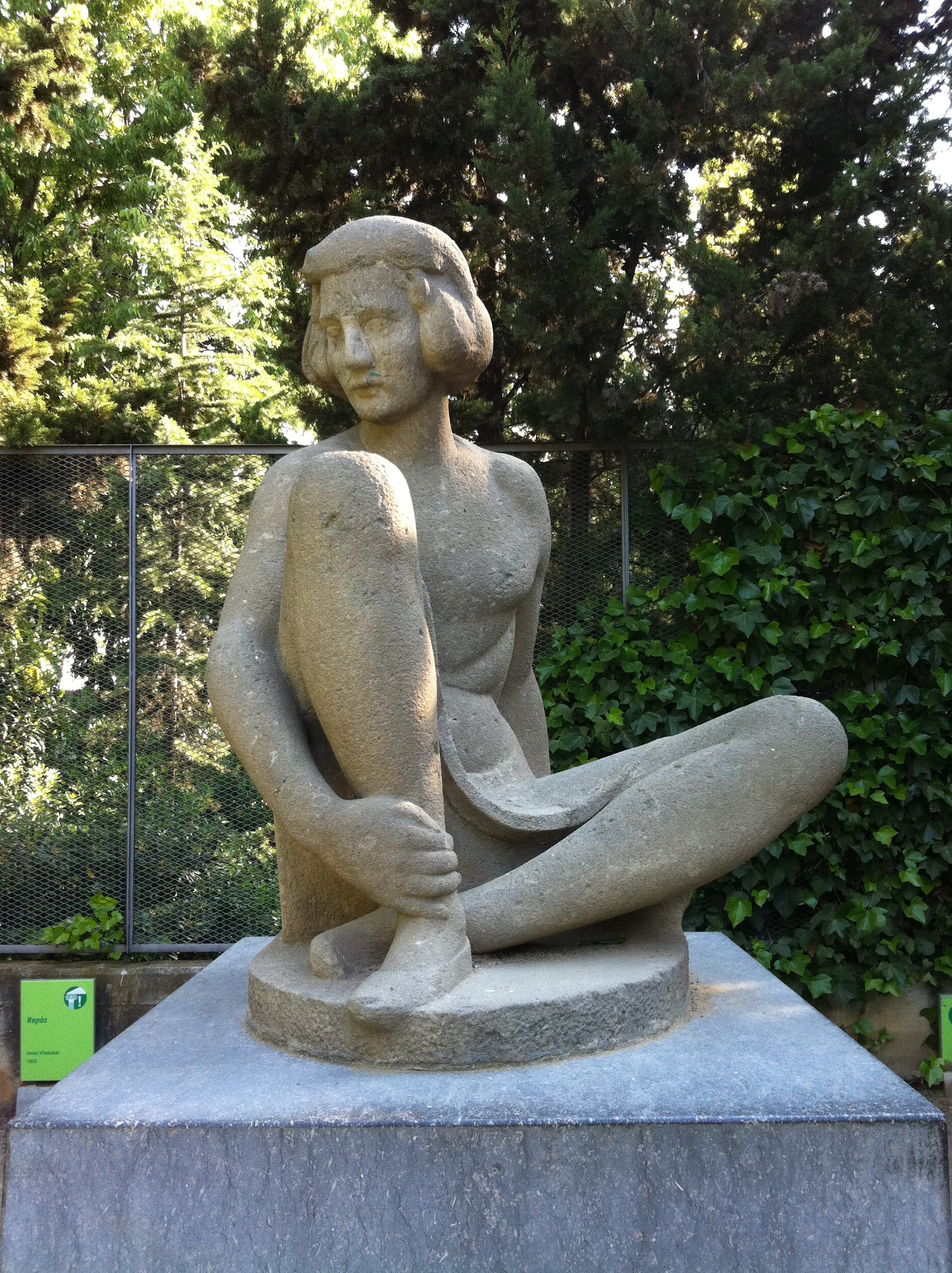
Repos, de Josep Viladomat.
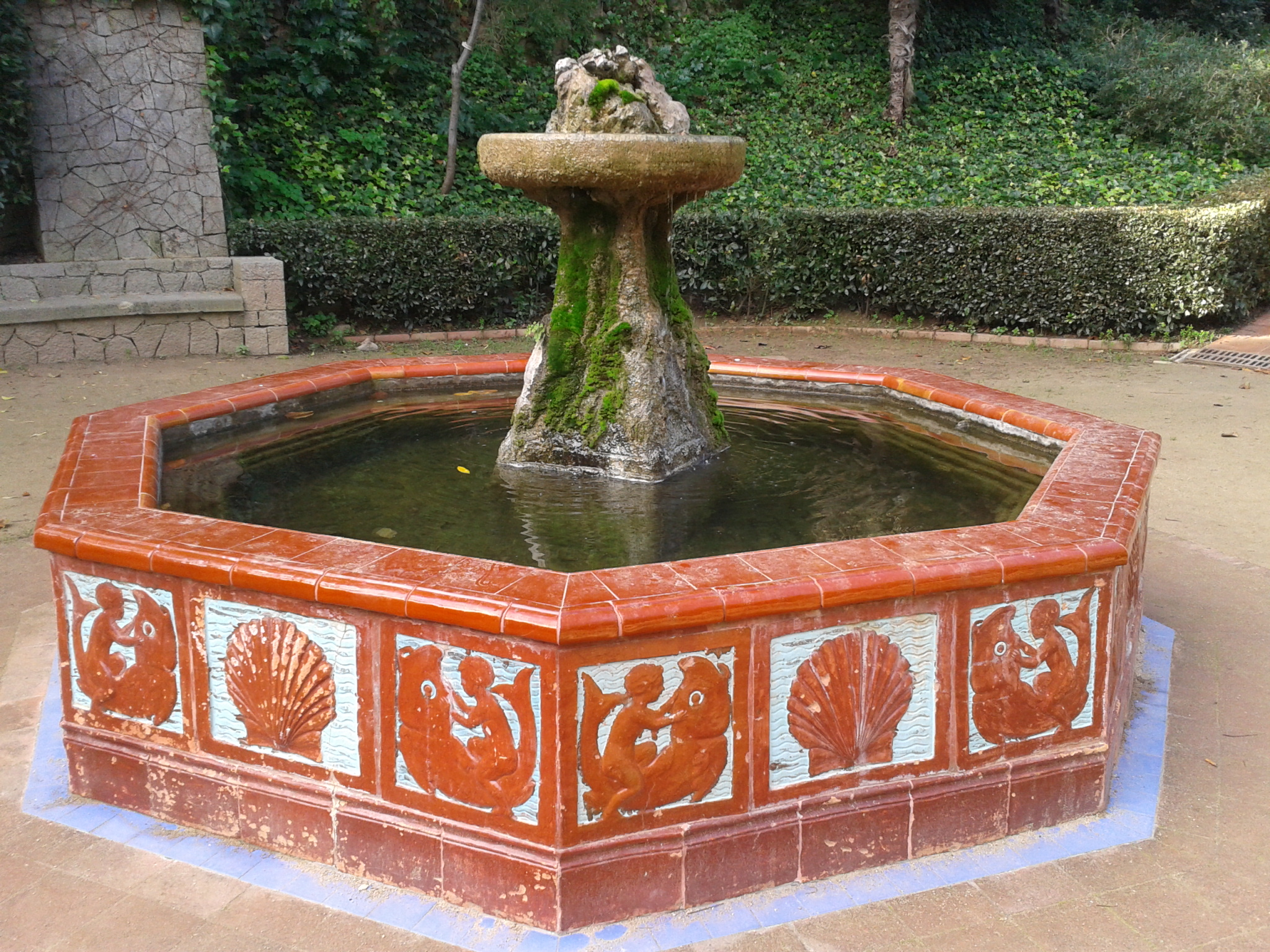
Fontaine en azulejos.
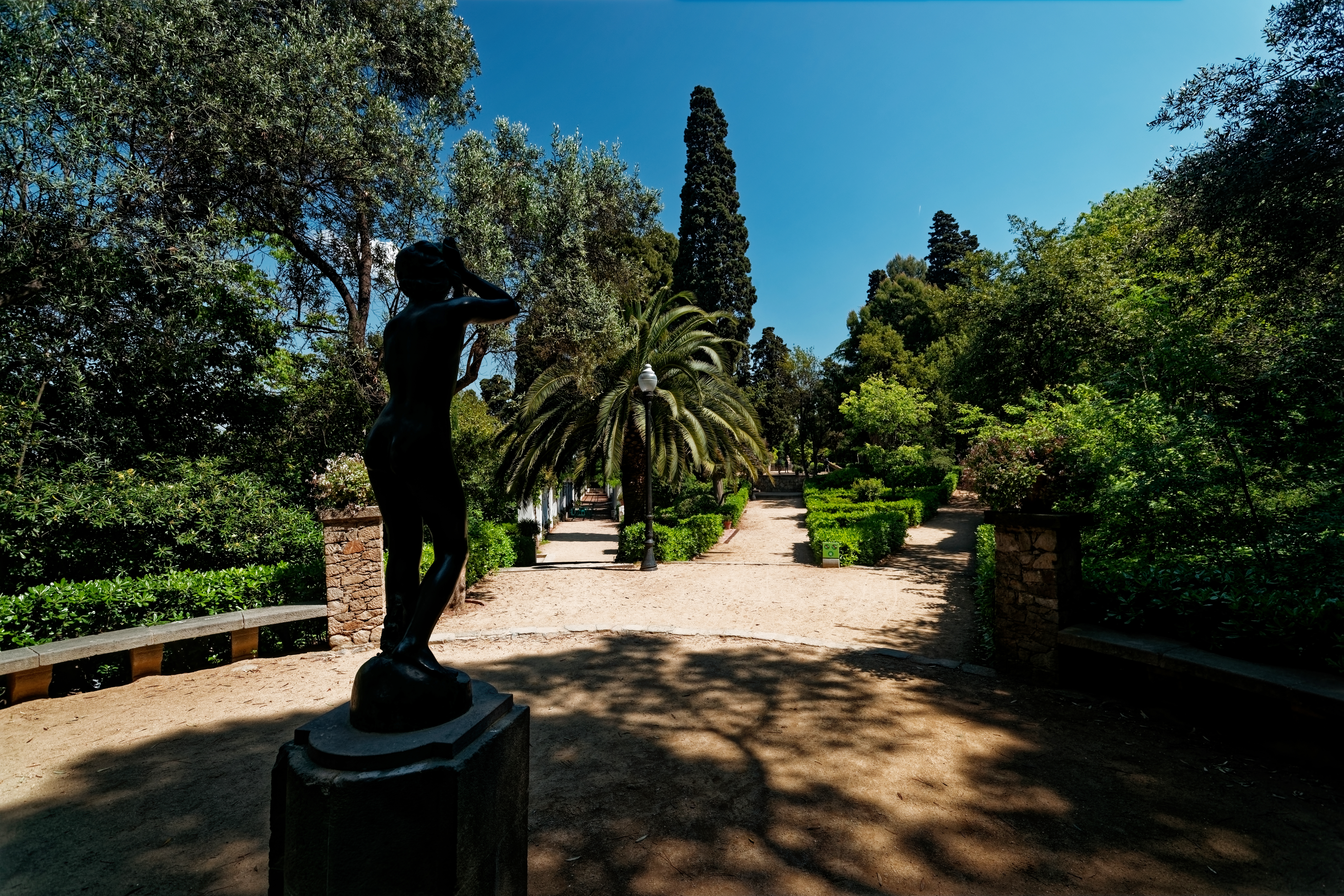
Vue des jardins.